# Mitko Grablev
Mitko Grablev (né le 21 septembre 1964) est un haltérophile bulgare.
Il remporte les championnats du monde en 1986 et les championnats d'Europe en 1987.
Lors des Jeux olympiques d'été de 1988 il a été disqualifié pour dopage, déclaré positif au furosémide, et sa médaille d'or dans la catégorie 56 kg lui a été retirée.
Cela est devenu un scandale quand un deuxième membre de l'équipe de Bulgarie, Angel Guenchev, a lui aussi été contrôlé positif au furosémide; l'équipe bulgare a alors été exclue de la compétition,,.